# Walter Howell
Pour les articles homonymes, voir Howell.
Walter Neville Howell, né le 17 décembre 1929 à Preston (Victoria) (en), est un rameur d'aviron australien. 

## Carrière
Walter Howell a participé aux Jeux olympiques de 1956 à Melbourne. Il a remporté la médaille de bronze  avec le huit australien composé de Michael Aikman, David Boykett, Brian Doyle, James Howden, Fred Benfield, Garth Manton, Adrian Monger et Harold Hewitt.
Il est médaillé d'or en huit aux Jeux de l'Empire britannique et du Commonwealth de 1962 à Perth puis participe à l'épreuve de deux avec barreur des Jeux olympiques de 1964 à Tokyo, sans atteindre la finale.
Il reçoit en 2020 la médaille de l'ordre d'Australie.